# Brecon Beacons
Los Brecon Beacons (en galés: Bannau Brycheiniog) es una cadena montañosa al sur de Gales. Forma la sección central del Parque nacional de Brecon Beacons (en galés, Parc Cenedlaethol Bannau Brycheiniog), uno de los tres parques nacionales de Gales (Reino Unido).

## Cordillera

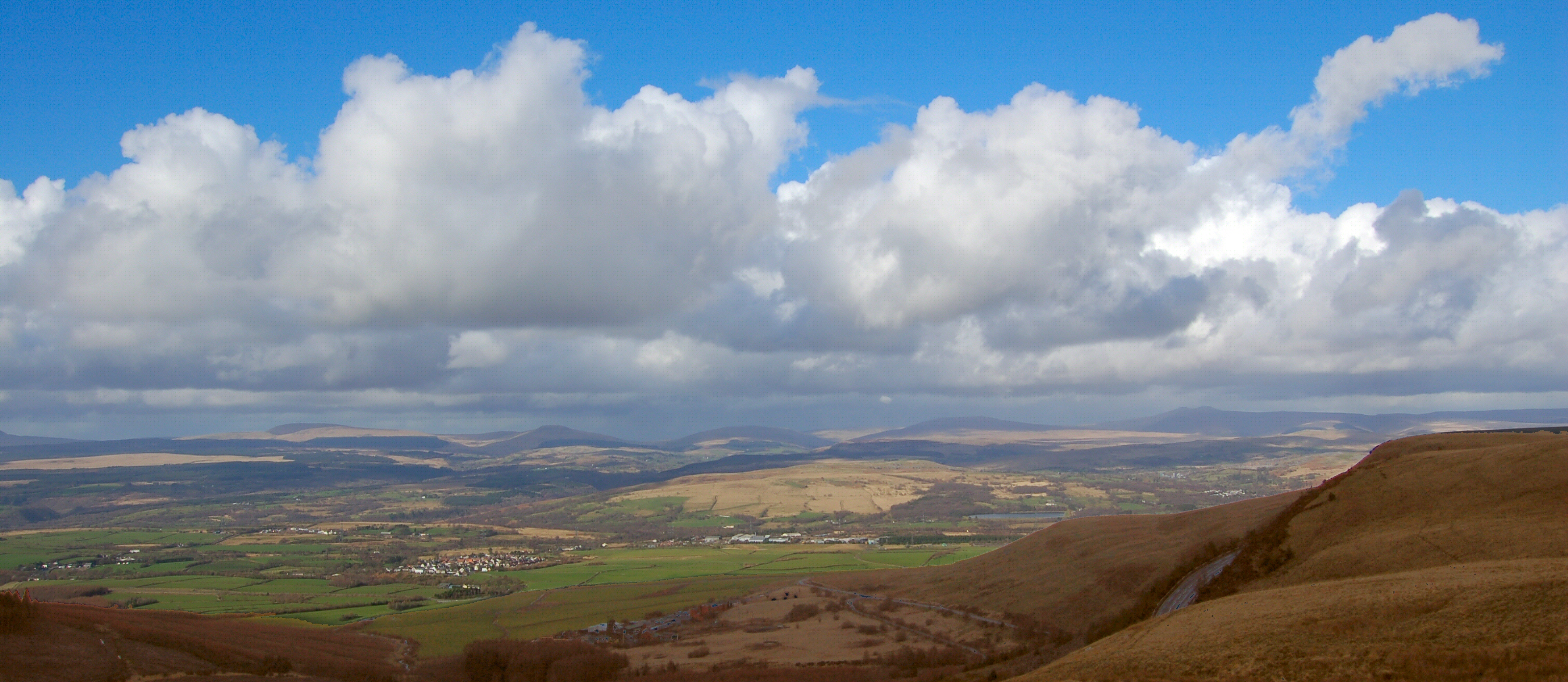
Los Brecon Beacons, vistos desde el sur.

La cordillera de los Brecon Beacons está formada por las montañas al sur de Brecon. La cima más alta de ellas es Pen y Fan (886 m); otras cumbres destacadas son Corn Du (873 m), Cribyn (795 m) y Fan y Bîg (719 m). Estas cimas forman una larga crestería que forma una herradura alrededor de la cabeza del río Taf Fechan al sureste, con largos espolones paralelos que se extienden hacia el noreste. El rodeo del horizonta de Taf Fechan forma una popular ruta por la cresta conocida como "Beacons Horseshoe" ("Herradura de Beacons"). Existen en esta parte muchos otros senderos buenos, pero las montañas son conocidas por rápidos cambios en las condiciones climatológicas, incluso en verano. En invierno pueden ser peligrosos.
Los Brecon Beacons reciben su nombre por la antigua práctica de encender fuegos a modo de señal (faros) en las montañas para advertir de ataques de los ingleses, o más recientemente para conmemorar acontecimientos públicos y nacionales como coronaciones o el Milenio.

## Parque nacional

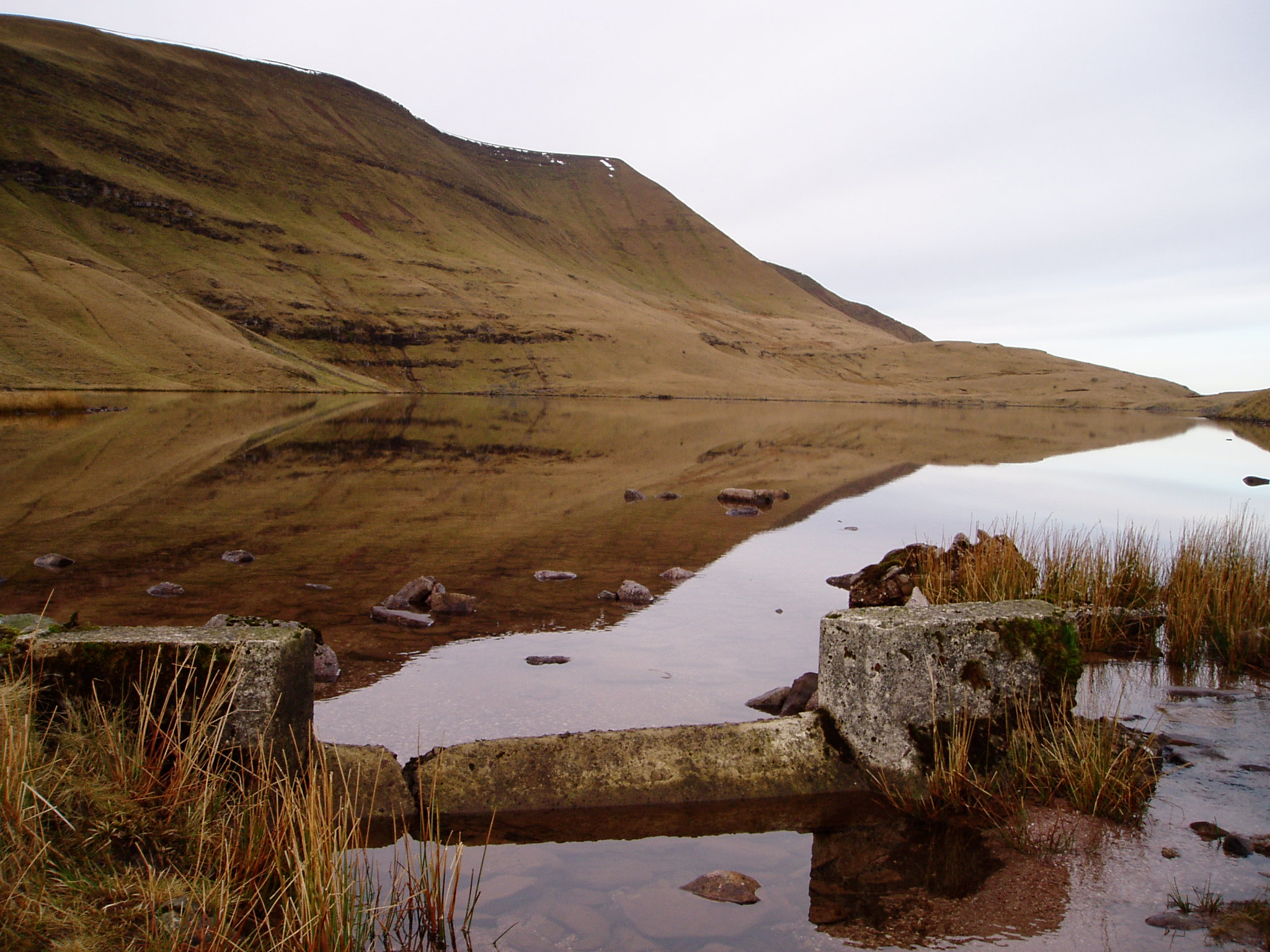
Llyn y Fan Fawr en la Black Mountain, una de las partes menos frecuentadas del parque nacional.

El parque nacional se creó en 1957, siendo el último de los tras parques galeses; Snowdonia fue el primero en 1951 con el de la Costa de Pembrokeshire siendo el otro. Abarca 1.344 km², con 332.100 acres extendiéndose desde Llandeilo en el oeste a Hay-on-Wye en el este. Abarca las sierras confusamente llamadas Black Mountains (en el este del parque, en la frontera con Inglaterra) y la Black Mountain (en el oeste). La región al oeste de la cordillera de Brecon Beacons es conocida como Fforest Fawr (Great Forest).
La mitad occidental del parque nacional obtuvo el estatus de geoparque europeo y global en el año 2005. El geoparque de Fforest Fawr incluye no sólo la extensión histórica de Fforest Fawr sino también la Black Mountain y gran parte de los Brecon Beacons centrales junto con las tierras bajas que la rodean.
La mayor parte del parque nacional es páramo, con ciertas plantaciones de bosques y pastos en los valles. En 1966 se inauguró el centro de montaña Brecon Beacons para permitir a los visitantes y turistas interpretar mejor la región.

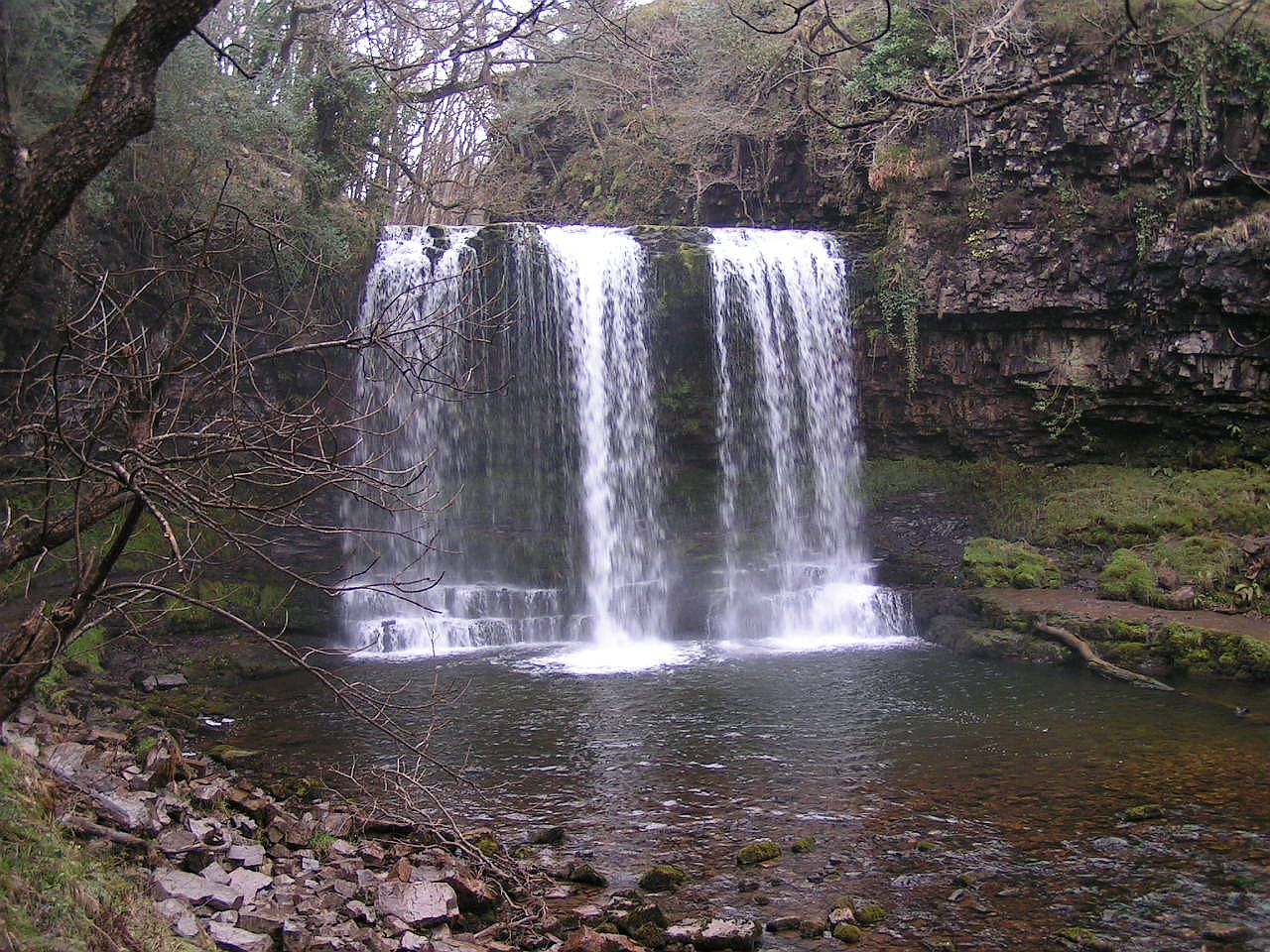
Sgŵd yr Eira, en el Afon Hepste cerca de Ystradfellte.

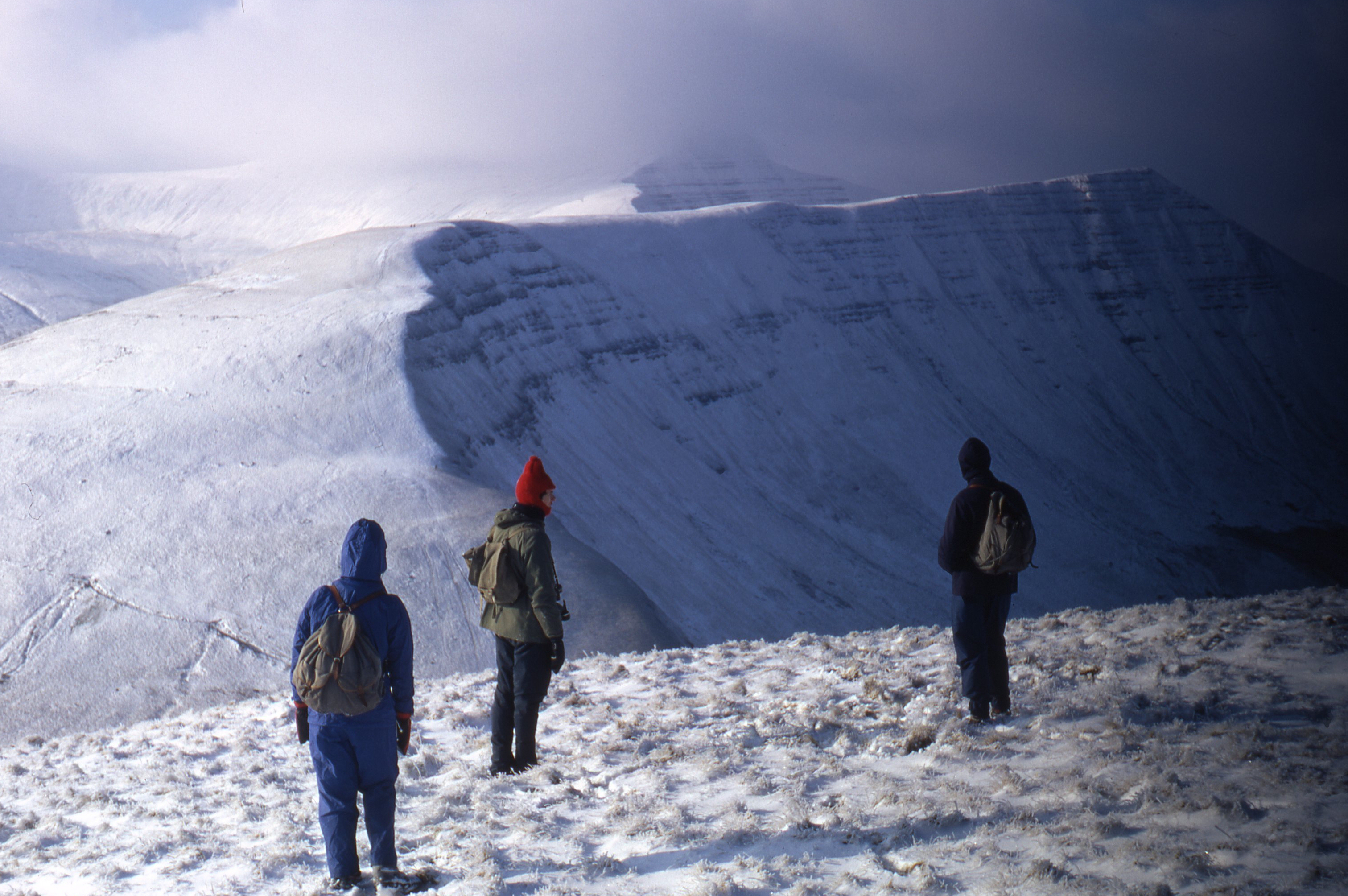
Los Beacons en invierno.

El 22 de mayo de 2005, se inauguró el primer sendero que recorría toda la longitud del parque nacional de Brecon Beacons. La ruta, de 160 km, llamada The Beacons Way, va desde Abergavenny, a través de Crickhowell y acaba en el pueblo de Bethlehem, Carmarthenshire.
Entre las actividades del parque están el senderismo, el ciclismo, la bicicleta de montaña, la hípica, así como la navegación, el windsurfing, el canotaje y la pesca en sus ríos y embalses, escalada en roca, el ala delta, la autocaravana y la acampada, así como la espeleología. El sendero llamado Taff Trail también atraviesa los Beacons de camino entre Brecon y Cardiff.
El parque es conocido por sus cascadas, incluyendo la caída de 27 metros Henrhyd Waterfall y las cascadas en Ystradfellte, así como sus cuevas, como Ogof Ffynnon Ddu. 

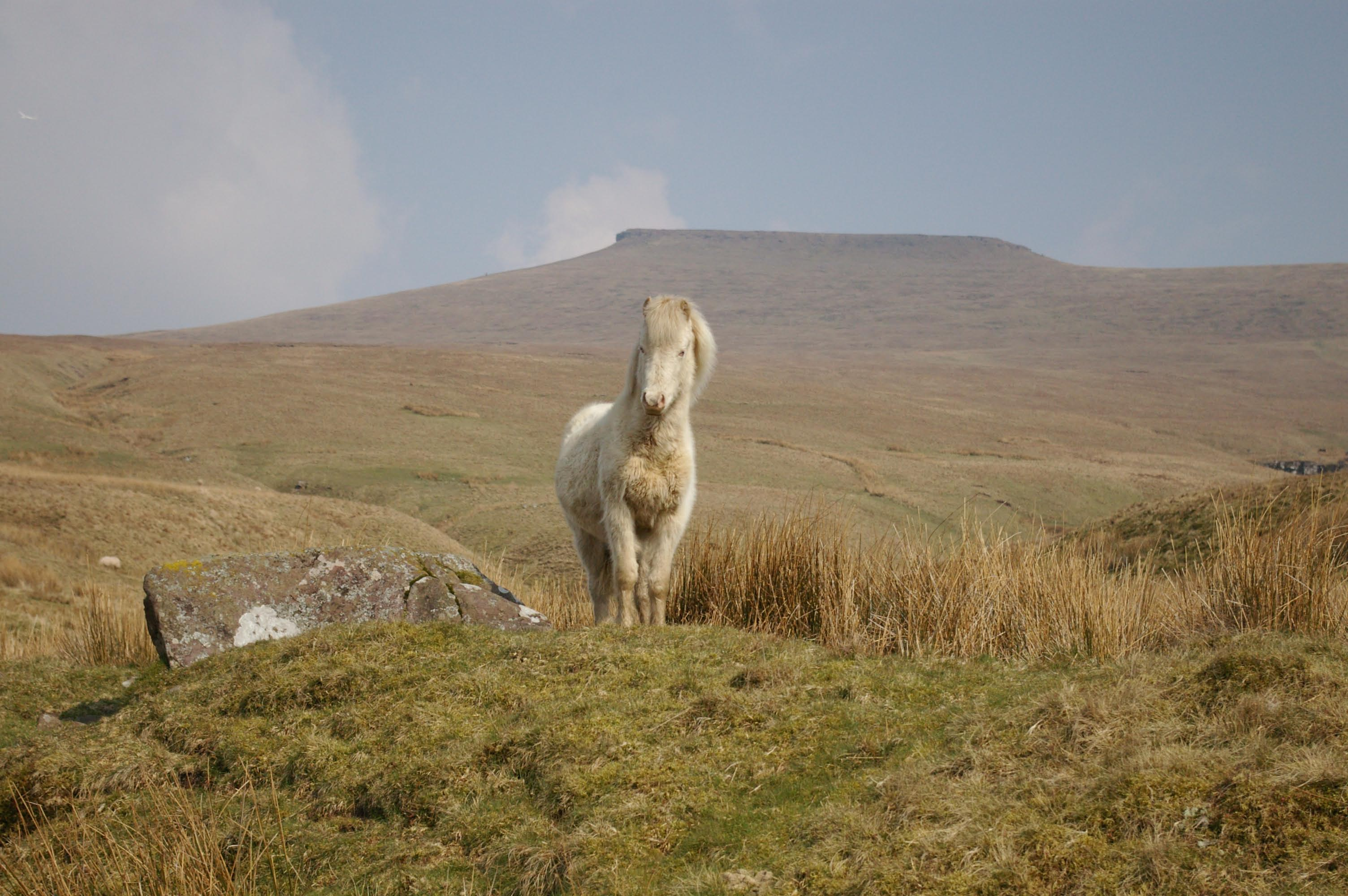
Un poni montañés de Gales.

Los ponis montañeses de Gales pastan libremente dentro del parque, como hacen muchas ovejas montañesas de Gales.
Debido a su carácter remoto y al tiempo, el parque se usa para entrenamiento militar. El Special Air Service (SAS) se sabe que conserva una selección especialmente exigente de ejercicios de entrenamiento tales como Fan dance (ejercicio). Los regimientos de infantería del Ejército británico todos entrenan en Sennybridge, donde también tiene lugar una selección de NCO.
En 2006 y 2007 se suscitó la controversia alrededor de la decisión del gobierno de construir la Tubería de Gas de Gales Meridional a través del parte, pues la autoridad del parque nacional consideró la decisión un "golpe terrible". Para muchos, esto contradecía todo lo que representa la declaración de parque nacional. A pesar de ello, la obra se ejecutó.